# Phascolion microspheroidis
Phascolion microspheroidis är en stjärnmaskart som beskrevs av E. Cutler och Duffy 1972. Phascolion microspheroidis ingår i släktet Phascolion och familjen Phascoliidae. Inga underarter finns listade i Catalogue of Life.